# بوسموم (بوسموم)
بوسموم هو دُوَّار يقع بجماعة أقا إيغان، إقليم طاطا، جهة سوس ماسة في المملكة المغربية. ينتمي الدوّار لمشيخة بوسموم التي تضم دوار واحد. يقدر عدد سكانه بـ 569 نسمة حسب الإحصاء الرسمي للسكان والسكنى لسنة 2004.

## روابط خارجية
- البوابة الوطنية للجماعات الترابية نسخة محفوظة 12 مارس 2018 على موقع واي باك مشين.
- المندوبية السامية للتخطيط